# Taft Southwest
Taft Southwest és una concentració de població designada pel cens dels Estats Units a l'estat de Texas. Segons el cens del 2000 tenia 1.721 habitants.

## Demografia
Segons el cens del 2000, Taft Southwest tenia 1.721 habitants, 477 habitatges, i 392 famílies. La densitat de població era de 1.107,5 habitants per km².
Dels 477 habitatges en un 38,6% hi vivien nens de menys de 18 anys, en un 56,4% hi vivien parelles casades, en un 19,5% dones solteres, i en un 17,8% no eren unitats familiars. En el 16,1% dels habitatges hi vivien persones soles el 9,2% de les quals corresponia a persones de 65 anys o més que vivien soles. El nombre mitjà de persones vivint en cada habitatge era de 3,61 i el nombre mitjà de persones que vivien en cada família era de 4,08.
Per edats la població es repartia de la següent manera: un 33,5% tenia menys de 18 anys, un 10,8% entre 18 i 24, un 23,9% entre 25 i 44, un 19,7% de 45 a 60 i un 12,1% 65 anys o més.
L'edat mediana era de 30 anys. Per cada 100 dones de 18 o més anys hi havia 95,1 homes.
La renda mediana per habitatge era de 22.179 $ i la renda mediana per família de 24.250 $. Els homes tenien una renda mediana de 22.279 $ mentre que les dones 12.143 $. La renda per capita de la població era de 8.813 $. Aproximadament el 30,5% de les famílies i el 34,3% de la població estaven per davall del llindar de pobresa.

## Poblacions més properes
El següent diagrama mostra les poblacions més properes.